# Filipe Mascarenhas
Filipe Mascarenhas est le 9e et 15e gouverneur du Ceylan portugais.